# 問題小子孫六
《問題小子孫六》（なんと孫六）是日本漫畫家貞安圭的棒球漫畫，在《月刊少年Magazine》從1981年3月號至2014年6月號作連載，連載其間長達33年，是目前日本的少年月刊雜誌連載最長壽的漫畫，單行本共發行81本。

## 故事
主角甲斐孫六是位豪放磊落的高中生，在投球及打架都十分厲害。故事最初是甲斐孫六進入大阪的問題學校-浪城高中，他帶領許多不良少年從日本高中棒球地區預賽一路過關斬將打入最高殿堂甲子園。之後經歷了美日高中棒球對抗，加入日本職棒球隊，跨海挑戰美國職棒大聯盟等。